# Nectactis singularis
Nectactis singularis Gravier, 1918 è un esacorallo della famiglia Sideractinidae. È l'unica specie del genere Nectactis.

## Descrizione
È una specie solitaria, a forma di disco, del diametro massimo di 28 mm, che vive libera adagiata sul fondale. È dotata di corti tentacoli, disposti in tre ordini, che presentano all'apice un bottone emisferico biancastro, detto acrosfera.